# Grive oreillarde
Entomodestes leucotis
Espèce
Statut de conservation UICN

 LC  : Préoccupation mineure
La Grive oreillarde (Entomodestes leucotis) est une espèce de passereaux de la famille des Turdidae.